# توران مهرزاد
توران مهرزاد با نام اصلی فاطمه بزرگمهری راد (۱ فروردین ۱۳۰۹ – ۲۸ آذر ۱۴۰۲) بازیگر تئاتر، سینما و تلویزیون، دوبلور و گوینده رادیو اهل ایران بود.

## زندگی‌نامه
توران مهرزاد با نام تولد فاطمه بزرگمهری راد، در ۱ مهر ۱۳۰۹ در تهران زاده شد. او خواهر ایران بزرگمهری راد، دوبلور است. توران مهرزاد فعالیت هنری خود را از سال ۱۳۲۳ در عرصه تئاتر زیرنظر عبدالحسین نوشین آغاز کرد و از بازیگران اصلی گروه نوشین در تئاتر فردوسی و تئاتر سعدی بوده‌است. وی بازی در نمایش‌های رادیویی را از سال ۱۳۳۵، فعالیت در دوبله را از سال ۱۳۳۸، بازی در سینما را از سال ۱۳۴۷ با فیلم تنگه اژدها به کارگردانی سیامک یاسمی، و بازی در تلویزیون را از سال ۱۳۵۲ آغاز کرد. توران مهرزاد نخستین گویندهٔ زنی بود که در رادیو دعای صبحگاهی خوانده است.

## نکوداشت
در شامگاه ۲۸ آبان ۱۴۰۲ آیین نکوداشت توران مهرزاد با عنوان «بانوی مهر» به پاس هشت دهه فعالیت هنری این چهره پیشکسوت و از سلسله شب‌های فرهیزش به همت موسسه فرهنگی و هنری فرهیزش برگزار شد. توران مهرزاد به علت کهولت سن دقایقی کوتاه صحبت کرد و خطاب به حاضران گفت که من عاشق شما هستم.
همچنین در این آیین ایرج راد بازیگر و کارگردان، بهزاد فراهانی بازیگر و نمایشنامه‌نویس، اسماعیل خلج کارگردان و نمایشنامه‌نویس، فریدون اسماعیلی گوینده و بازیگر رادیو، امیرحامد موسوی مدیرعامل موسسه فرهنگی و هنری فرهیزش درباره چند دهه فعالیت و نقش‌آفرینی توران مهرزاد سخنرانی کردند. در بخش دیگری از این آیین نکوداشت نمایش رادیویی با بازی میکائیل شهرستانی و شهین نجف‌زاده به قلم گووان مهر اسماعیل‌پور اجرا شد. همچنین برشی از مستند بانوی مهر به روایت غزاله عربگل به نمایش در آمد.

## درگذشت
توران مهرزاد در روزهای پایانی عمر، دچار افت اکسیژن و تنگی نفس شد. او بعد از دو روز بستری شدن در بیمارستان پاستورنو، تهران شامگاه سه‌شنبه ۲۸ آذر ۱۴۰۲ در سن ۹۳ سالگی به علت نرسیدن اکسیژن وکهولت سن درگذشت.

## فیلم‌شناسی

### سینمایی
| سال  | عنوان                   | کارگردان           |
| ---- | ----------------------- | ------------------ |
| ۱۳۷۸ | عینک دودی               | محمدحسین لطیفی     |
| ۱۳۷۷ | قرمز                    | فریدون جیرانی      |
| ۱۳۷۶ | جان‌سخت                  | علی‌اکبر ثفقی       |
| ۱۳۷۵ | لیلا                    | داریوش مهرجویی     |
| ۱۳۷۵ | برج مینو                | ابراهیم حاتمی‌کیا   |
| ۱۳۷۳ | پری                     | داریوش مهرجویی     |
| ۱۳۷۳ | دل و دشنه               | مسعود جعفری جوزانی |
| ۱۳۷۰ | دلشدگان                 | علی حاتمی          |
| ۱۳۶۹ | همه یک ملت              | حسین مختاری        |
| ۱۳۶۸ | هامون                   | داریوش مهرجویی     |
| ۱۳۶۷ | باد سرخ                 | جمشید ملک‌پور       |
| ۱۳۶۶ | مکافات                  | کامران قدکچیان     |
| ۱۳۶۵ | میهمانی خصوصی           | حسن هدایت          |
| ۱۳۶۱ | برزخی‌ها                 | ایرج قادری         |
| ۱۳۶۰ | خط قرمز                 | مسعود کیمیایی      |
| ۱۳۵۷ | پرواز در قفس            | حبیب کاووش         |
| ۱۳۵۶ | شارلوت به بازارچه می‌آید | عباس جلیلوند       |
| ۱۳۵۳ | کنیز                    | کامران قدکچیان     |
| ۱۳۵۲ | عیالوار                 | پرویز نوری         |
| ۱۳۵۱ | تختخواب سه نفره         | نصرت‌الله کریمی     |
| ۱۳۵۱ | فتانه                   | عباس دستمالچی      |
| ۱۳۵۱ | لج و لجبازی             | سیدمهدی برقعی      |
| ۱۳۴۹ | پنجره                   | جلال مقدم          |
| ۱۳۴۷ | تنگه اژدها              | سیامک یاسمی        |

### مجموعه تلویزیونی
| سال       | عنوان                  | کارگردان              | توضیحات |
| --------- | ---------------------- | --------------------- | --- |
| ۱۳۸۹      | تله‌فیلم حبیب           | داریوش یاری           | در نقش مادر حبیب                                                                                                   |
| ۱۳۷۴      | ترور                   | حسین حکمت‌جو           | در ۱۳ قسمت از شبکه ۱ پخش شد.                                                                                       |
| ۱۳۷۰–۱۳۷۴ | این خانه دور است       | بیژن بیرنگ مسعود رسام | شبکه ۲ |
| ۱۳۷۰–۱۳۷۵ | امام علی               | داود میرباقری         | در نقش اسماء بنت ابوبکر (خواهر عایشه)                                                                              |
| ۱۳۶۴–۱۳۶۵ | سایه همسایه            | اسماعیل خلج           | در نقش خانم‌آغا کارگردان تلویزیونی: مهوش جزایری نویسنده: محمود استادمحمد                                            |
| ۱۳۶۳      | تله‌تئاتر با یک گل بهار | حسین پناهی            | شبکه ۱ |
| ۱۳۶۱      | اشک تمساح              | احمد نجیب‌زاده         | شبکه ۱ |
| ۱۳۵۶      | غارتگران               | محمد متوسلانی         | در بهار ۱۳۵۷ پخش شد.                                                                                               |
| ۱۳۵۴      | غریبه                  | محمدعلی زرندی‌فر       | |
| ۱۳۵۳      | ناجورها                | نورالدین مصطفوی‌کاشانی | این سریال کمدی انتقادی، به طرح مسائل خانوادگی (به‌ویژه طلاق) می‌پرداخت.                                              |
| ۱۳۵۲–۱۳۵۳ | گذر خلیل ده‌مرده        | محمود استادمحمد       | پخش این سریال از روز دوشنبه ششم خرداد ۱۳۵۳، به‌جای سریال خانه به دوش (مراد برقی) آغاز شد و در ۱۳ قسمت روی آنتن رفت. |
| ۱۳۵۱–۱۳۵۲ | هردمبیل و هردم کلنگ    | پرویز خطیبی           | مرتضی احمدی هم در آن بازی کرده بود و در نوروز ۱۳۵۲ پخش شد.                                                         |

### تئاتر
| سال  | عنوان                |
| ---- | -------------------- |
| ۱۳۵۸ | مونتسرا              |
| ۱۳۵۷ | گناهکاران بی‌گناه     |
| ۱۳۴۹ | گربه روی شیروانی داغ |
| ۱۳۴۶ | سه دزد               |
| ۱۳۴۱ | در شاهزاده           |
| ۱۳۳۷ | طلا و خاکستر         |
| ۱۳۳۶ | شب بحرانی            |
| ۱۳۳۴ | انگل‌های اجتماع       |
| ۱۳۳۳ | خانه برنارد آلبا     |
| ۱۳۳۲ | مونتسرا              |
| ۱۳۳۱ | اوژنی گرانده         |
| ۱۳۳۰ | بادبزرن خانم ویندمیر |
| ۱۳۲۷ | دختر شکلات فروش      |
| ۱۳۲۷ | تاجر ونیزی           |
| ۱۳۲۷ | افیون                |
| ۱۳۲۷ | سرگذشت               |
| ۱۳۲۷ | چراغ گاز             |
| ۱۳۲۷ | شنل قرمز             |
| ۱۳۲۷ | مستنطق               |
| ۱۳۲۶ | میرزا کمال‌الدین      |
| ۱۳۲۶ | ولپن                 |

### دوبله
- گویندگی به‌جای سوزان هیوارد، سوفیا لورن، جینا لولوبریجیدا و لورن باکال.
- گویندگی در فیلم‌های دزدان کافه علی بابا، محکوم فراری، عشق‌های گذشته، پلکان مارپیچ (دوروتی مک‌گوایر)، فردا گریه می‌کنم (جو وان فلیت)، پروفسور کم‌حافظه، لوکرس بورژیا، اسپارتاکوس (هلنا)، اشکها و لبخندها، کلئوپاترا، کتاب آفرینش، در ایتالیا اتفاق افتاد (اولیویا دی هاویلند)، قهرمان (لولا آلبرایت)، دلهره (لی‌لی رضوانی)، گنج قارون (ملیحه نظری)، و… فعالیت در دوبله تا ۱۳۴۵ و بعد از آن به‌صورت پراکنده برای نقش‌های خودش در برخی از فیلم‌هایش حرف زده‌است.[۶]